# Professor Kranz
(Otto von Kranz)
Il Professor Otto von Kranz è un personaggio immaginario ideato alla fine degli anni sessanta da Paolo Villaggio per la trasmissione televisiva Quelli della domenica, una delle prime trasmissioni di varietà televisivo della fascia pomeridiana domenicale.

## Caratterizzazione del personaggio
Si tratta di un prestigiatore un po' stravagante e un po' imbroglione, "stupido e autoritario" secondo la stessa definizione del creatore, dal macchiettistico accento tedesco e dai trucchi ingenui, spesso scoperti dal pubblico, a volte epigono di Houdini, come quando, vantandosi di non sentir dolore, si infliggeva una violenta martellata, salvo poi andare subito dietro le quinte a sfogare la sofferenza in grida di dolore.
Caratteristica principale del personaggio era l'assumere un atteggiamento esageratamente aggressivo nei confronti del pubblico stesso, che pretendeva di coinvolgere in giochi di prestidigitazione puerili, prevedibili, o palesemente impossibili e pericolosi. Invariabilmente, venuto il momento di scegliere la cavia per l'esperimento, rivolgeva al pubblico uno sguardo torvo e indagatore, accompagnato dalla domanda «Chi viene a voi adesso?!?», pronunciata con tono stentoreo e minaccioso. La frase divenne ben presto un tormentone in tutta Italia, contribuendo moltissimo alla prima popolarità di Paolo Villaggio, all'epoca del tutto sconosciuto al grande pubblico.

## Filmografia
- Professor Kranz tedesco di Germania (1978)